# Schwarzer Freitag (1910)

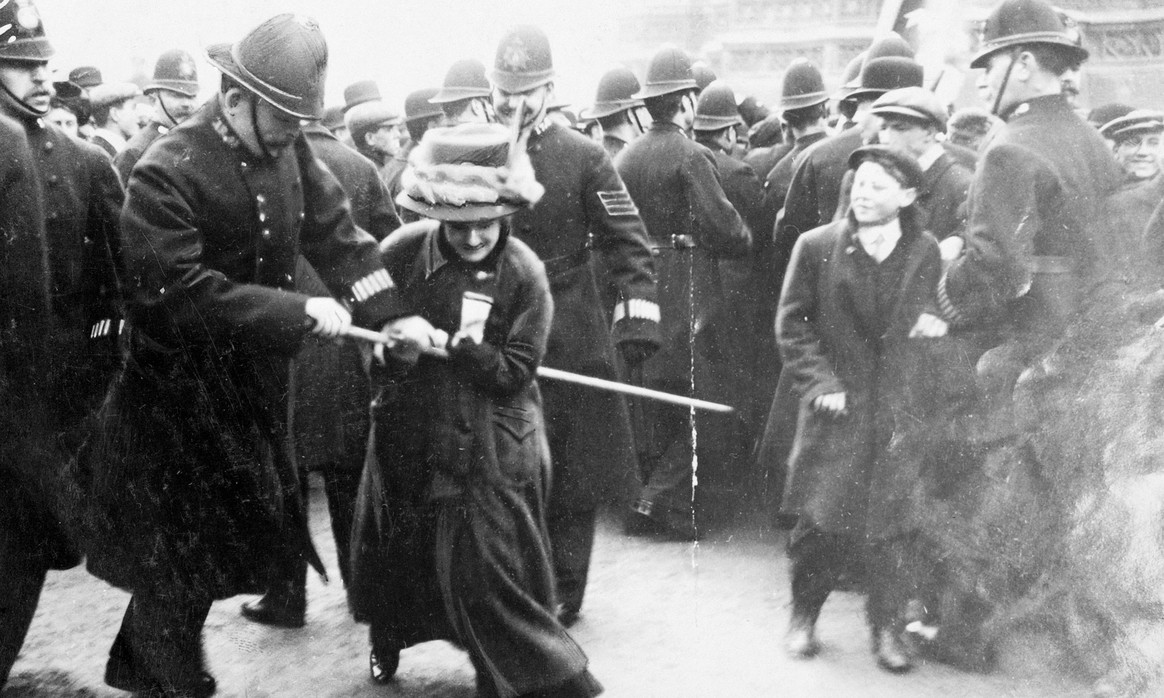
Am Schwarzen Freitag: Ein Polizist versucht, einer Suffragette ein Banner zu entreißen.

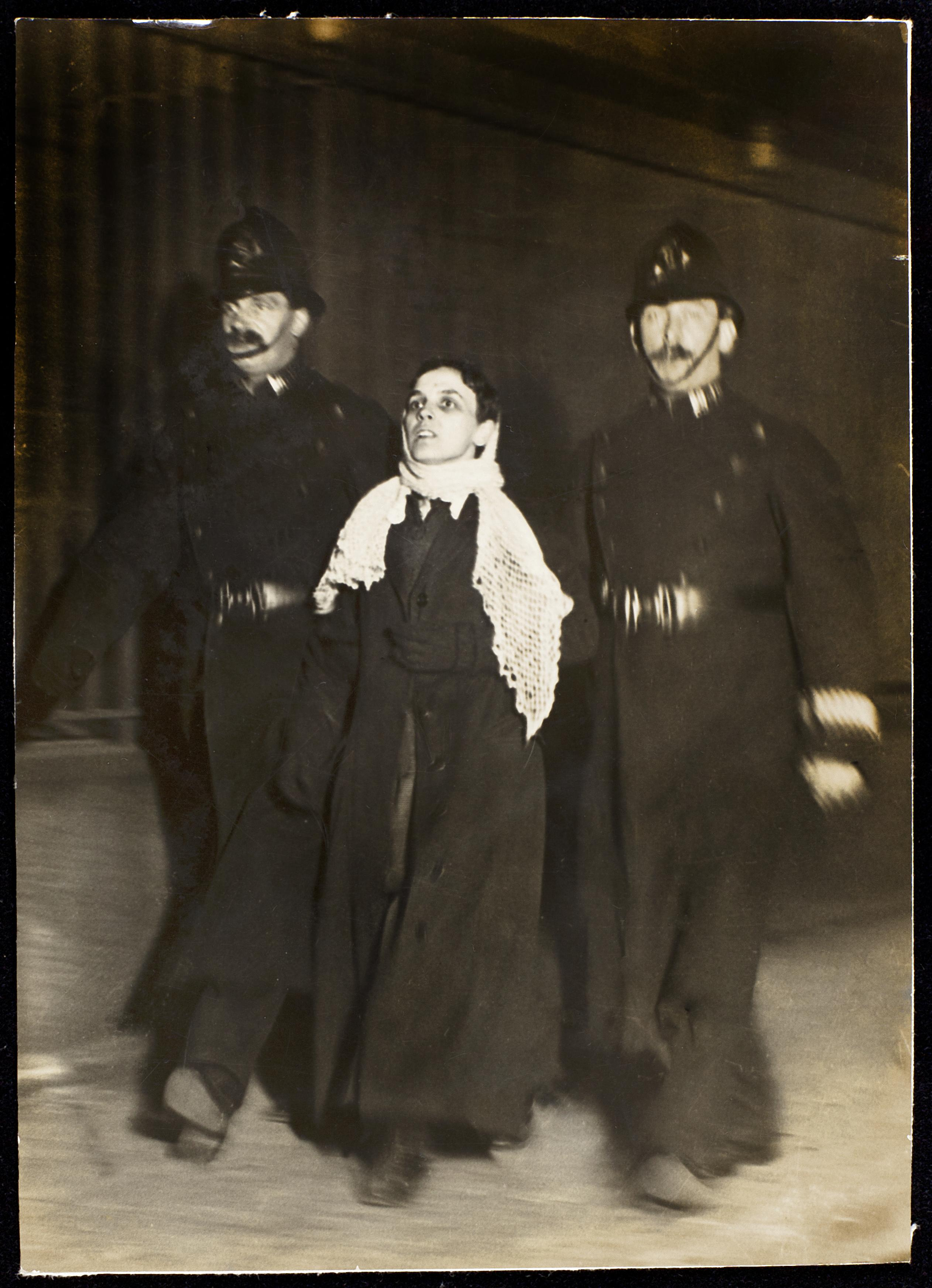
Verhaftung einer Suffragette am Schwarzen Freitag

Der Schwarze Freitag (engl. Black Friday) war eine Suffragetten-Demonstration am 18. November 1910 in London, bei der 300 Frauen zu den Houses of Parliament marschierten, um für das Frauenwahlrecht zu kämpfen. Der Tag erhielt seinen Namen Schwarzer Freitag wegen seiner (teilweise sexuellen) Gewalt, die von der Londoner Polizei und von männlichen Zuschauern gegen die Demonstrantinnen verübt wurde.
Hintergrund der Demonstration waren gebrochene Wahlversprechen während der Wahlkampagne zur Parlamentswahl 1910 in Großbritannien. Der damalige Premierminister und Vorsitzende der Liberal Party, Herbert Henry Asquith, hatte zugesagt, ein Gesetz ins Parlament einzubringen, das einem Teil der Frauen das Wahlrecht bei nationalen Parlamentswahlen ermöglichen sollte. Der nach der erfolgreichen Wahl eingerichtete parlamentarische Versöhnungsausschuss (Conciliation Committee) brachte einen Gesetzesvorschlag ein, der einer Million Frauen das Wahlrecht gewährt hätte. Die Suffragettenbewegung begrüßte den Vorschlag. Obwohl Parlamentsabgeordnete die Gesetzesvorlage unterstützten und sie die erste und zweite Lesung erfolgreich durchlief, weigerte sich Asquith, der Vorlage die notwendige Zeit im Parlament zu verschaffen, um das Gesetz endgültig beschließen zu können. Stattdessen rief er am 18. November eine weitere Parlamentswahl aus, nachdem sich das Ober- und Unterhaus des britischen Parlaments nicht auf einen Haushalt einigen konnten. Die Auflösung des Parlaments setzte er für den 28. November an.
Die Women’s Social and Political Union (WSPU) betrachtete diesen Schritt als Verrat und organisierte noch am gleichen Tag einen Protestmarsch von Caxton Hall in Westminster zum Parlament. Außerhalb der Houses of Parliament trafen die 300 Demonstrantinnen auf Polizeikräfte und eine Menge männlicher Schaulustiger. Während der folgenden sechs Stunden wurden die Frauen von diesen attackiert. Viele Frauen beklagten sich darüber, dass sie sexuell belästigt wurden, unter anderem wurden ihre Brüste gequetscht und gekniffen. Die Polizei verhaftete vier Männer und 115 Frauen, doch am folgenden Tag wurden alle Anklagen fallengelassen. Das Conciliation Committee war durch die Berichte beunruhigt und interviewte daraufhin 135 Demonstrantinnen, die fast alle Gewaltakte gegen Frauen beschrieben; 29 der Aussagen enthielten Details zu sexuellen Übergriffen. Rufe nach einer öffentlichen Untersuchung wurden von Winston Churchill, dem damaligen Innenminister (Home Secretary), abgelehnt.
Die erlebte Gewalt könnte den späteren Tod von zwei Suffragetten verursacht haben. Die Demonstration führte zu einer Änderung der Vorgehensweise des WSPU: Viele Mitglieder des WSPU waren nicht gewillt, sich erneut ähnlicher Gewalt auszusetzen, deshalb nahmen sie frühere Formen der direkten Aktion wieder auf, wie Steine werfen oder Fenster einwerfen, womit sie mehr Zeit zur Flucht hatten. Auch die Polizei änderte ihre Taktik: Bei späteren Demonstrationen versuchte sie, nicht zu früh oder zu spät Verhaftungen vorzunehmen.

## Hintergrund

### Women’s Social and Political Union

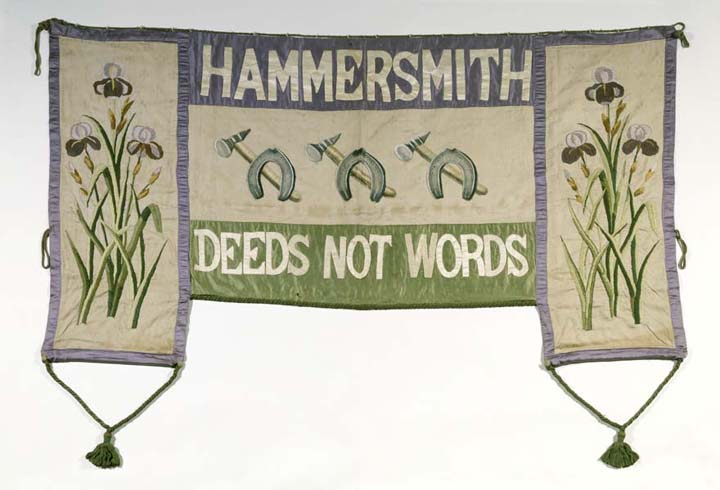
Banner der Hammersmith-Gruppierung der Women’s Social and Political Union

Die Women’s Social and Political Union (WSPU) wurde 1903 von der politischen Aktivistin Emmeline Pankhurst gegründet. Um 1905, nachdem ein Gesetzesvorschlag für das Frauenwahlrecht scheiterte, der durch einen Parlamentsabgeordneten eingebracht worden war, begann die Organisation zunehmend militante direkte Aktionen einzusetzen, um für das Frauenwahlrecht in Großbritannien einzutreten. Ab 1906 verwandten WSPU-Mitglieder den Namen Suffragetten, um sich von den Suffragistinnen, den Mitgliedern der National Union of Women’s Suffrage Societies abzugrenzen, die gesetzeskonforme Methoden in ihrer Kampagne für das Wahlrecht verwendeten.
1909 begannen inhaftierte Suffragetten wegen der Haftbedingungen (sie verlangten den Status einer politischen Gefangenen und nicht den einer Kriminellen) in den Hungerstreik zu treten, was dazu führte, dass sie vorzeitig entlassen wurden. Die hungerstreikenden Frauen wurden zu Märtyrerinnen für die Kampagne, in stärkerem Maße, als die reine Inhaftierung es vorher getan hatte, was bei den WSPU-Anhängerinnen eine noch größere Entschlossenheit bewirkte. Die öffentliche Meinung wandte sich gegen diese Taktik und die Regierung nutzte die geänderte öffentliche Wahrnehmung aus, um härtere Maßnahmen einzuführen. So gab Herbert Gladstone, der Innenminister, im Oktober 1909 die Anweisung, dass alle Häftlinge im Hungerstreik zwangsernährt werden sollten.

### Politische Situation

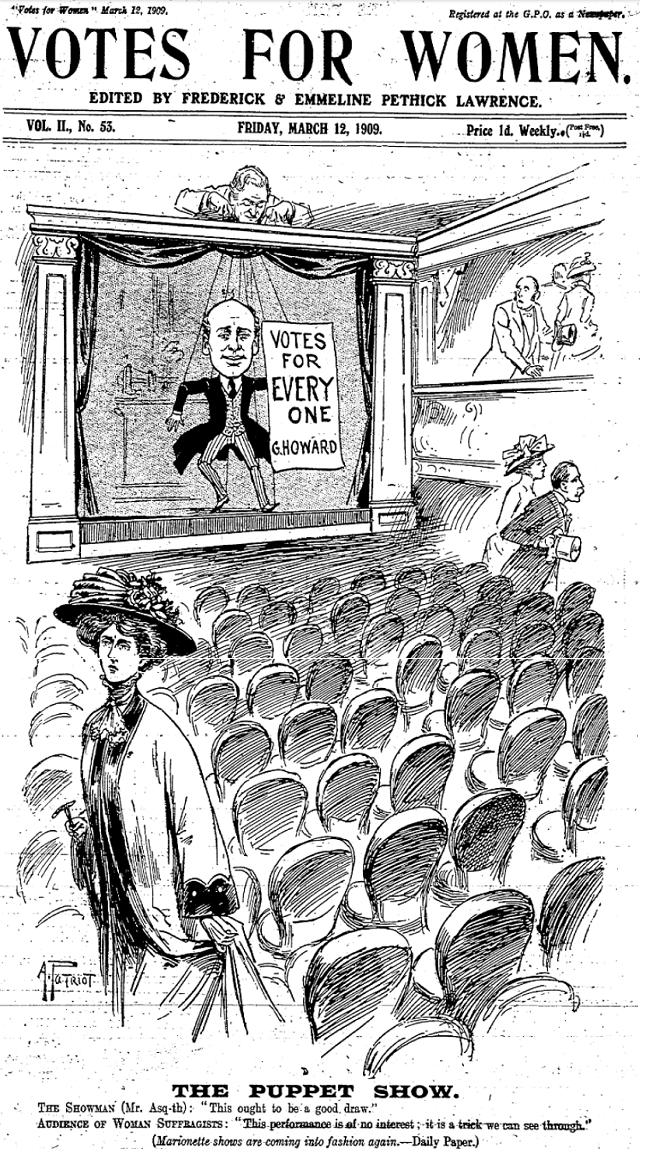
Titelblatt von Votes for Women mit einer Karikatur von Asquith, der ein erweitertes Wahlrecht anbietet, die Suffragetten taten dies als unwahrscheinlich ab

Die 1905 gewählte liberale Regierung ging Sozialreformen an, um Armut und Arbeitslosigkeit zu bekämpfen und eine Altersversorgung einzuführen. Die Konservativen, die das britische Oberhaus dominierten, blockierten einen großen Teil dieser Gesetzgebung. Viele der von der Regierung eingeführten Maßnahmen wurden vom Oberhaus „durch Änderungen verwässert oder gleich verworfen“, so der Historiker Bruce Murray. 1909 führte der Schatzkanzler David Lloyd George das sogenannte People’s Budget mit der klaren Absicht ein, den Wohlstand unter der Bevölkerung umzuverteilen. Dieses Budget passierte das Unterhaus, wurde aber vom Oberhaus abgelehnt, was einen Verfassungsbruch darstellte. Eigentlich bestimmte das Unterhaus allein über die Finanzgesetzgebung. Asquith rief daraufhin am 3. Dezember 1909 Parlamentswahlen für das neue Jahr aus, um ein neues politisches Mandat für seine Gesetzgebung zu erhalten.
Als Teil der Wahlkampagne für die Wahlen 1910 kündigte Asquith, ein bekannter Gegner des Frauenwahlrechts, an, dass er einen Gesetzesentwurf (eine sogenannte Conciliation Bill) vorlegen würde, um ein – eingeschränktes – Frauenwahlrecht einzuführen. Frauenwahlrecht-Aktivisten bezweifelten, dass es dazu kommen würde. Bei der Wahl verloren die Liberalen fast hundert Sitze an die Konservativen. Sie hatten nun nur noch eine knappe Mehrheit (hung parliament) und konnten sich nur durch eine Koalition mit der Irish Parliamentary Party an der Macht halten.

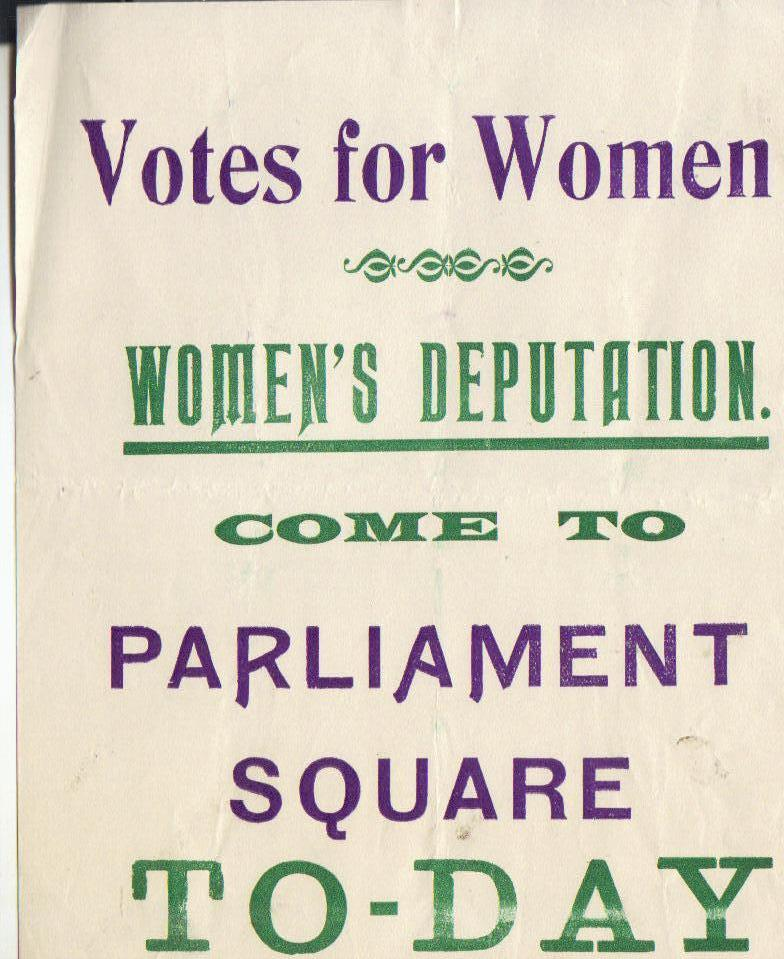
Broschüre der Women’s Social and Political Union mit der Ankündigung der Demonstration

Am 31. Januar 1910 kündigte Pankhurst als Reaktion auf Asquiths Wahlversprechen an, dass die WSPU alle militanten Aktionen pausieren würde und sich auf gesetzeskonforme Aktivitäten konzentrieren würde. In den folgenden sechs Monaten betrieb die Frauenwahlrechtsbewegung eine große Propaganda-Kampagne aus Paraden und Versammlungen. Viele Gemeinderäte verabschiedeten Resolutionen, die die Gesetzesvorlage unterstützten. Als das neue Parlament zusammentrat, wurde ein parteiübergreifender Versöhnungsausschuss (Conciliation Committee) unter dem Vorsitz von Victor Bulwer-Lytton gebildet. Das Komitee bestand aus 25 liberalen Abgeordneten, 17 Konservativen, sechs Irish Nationalist und sechs Labour-Abgeordneten. Es schlug eine Gesetzgebung vor, die Hausbesitzerinnen und Geschäftsfrauen ein Wahlrecht gewähren würde. Die Gesetzvorlage basierte auf existierenden Wahlgesetzen für Gemeindewahlen, bei denen einige Frauen seit 1870 wählen durften. Die Voraussetzungen waren relativ restriktiv gewählt, damit die Zahl der wahlberechtigten Frauen klein blieb, so dass die Gesetzesvorlage für so viele Abgeordneten wie möglich akzeptabel wurde. Ungefähr eine Million Frauen wären mit der gesetzlichen Maßnahme wahlberechtigt geworden. Obwohl die WSPU den Umfang der Gesetzesvorlage zu begrenzt fand (es grenzte weibliche Mieter und die meisten Ehefrauen und Arbeiterinnen aus), befürwortete die WSPU wie auch die anderen Frauenstimmrechtsvereinigungen sie als wichtigen Schritt.
Die Conciliation Bill wurde als Abgeordneteninitiative am 14. Juni 1910 ins Parlament eingebracht. Die Frauenwahlrechtsfrage spaltete das Kabinett, und die Gesetzesvorlage wurde bei drei verschiedenen Kabinettstreffen diskutiert. Bei einer Kabinettssitzung am 23. Juni sagte Asquith, dass er die Gesetzesvorlage bis zu einer zweiten Lesung durchlassen würde, aber ihr dann keine weitere Parlamentszeit mehr geben würde, so dass sie damit zum Scheitern bestimmt wäre. Fast 200 Abgeordnete unterzeichneten ein Memorandum, in dem Asquith um weitere Parlamentszeit gebeten wurde, um das Gesetz zu debattieren, aber er weigerte sich. Die Gesetzesvorlage ging am 11. und 12. Juli durch ihre zweite Lesung, bei der mit 299 zu 189 für sie gestimmt wurde. Sowohl Winston Churchill als auch Lloyd George stimmten gegen den Gesetzesvorschlag; Churchill nannte ihn „anti-demokratisch“.
Am Ende des Monats pausierte das Parlament bis November. Die WSPU entschied sich zu warten, bis das Parlament wieder zusammentrat, bevor sie beschließen wollten, ob sie zu militanten Aktionen zurückkehren sollten. Außerdem kamen die Suffragetten überein, dass Christabel Pankhurst eine Delegation zum Parlament anführen würde, wenn der Conciliation Bill keine weitere Parlamentszeit gegeben würde. Die Delegation würde verlangen, dass die Gesetzesvorlage zum Gesetz werde, und sie würden sich weigern zu gehen, bis dies umgesetzt worden wäre. Am 12. November kündigte der liberale Politiker Edward Grey an, dass keine weitere Parlamentszeit für die Conciliation Bill für den Rest des Jahres gewährt würde. Die WSPU kündigte daraufhin eine militante Demonstration zum Zusammentreten des Parlaments am 18. November an.

## 18. November

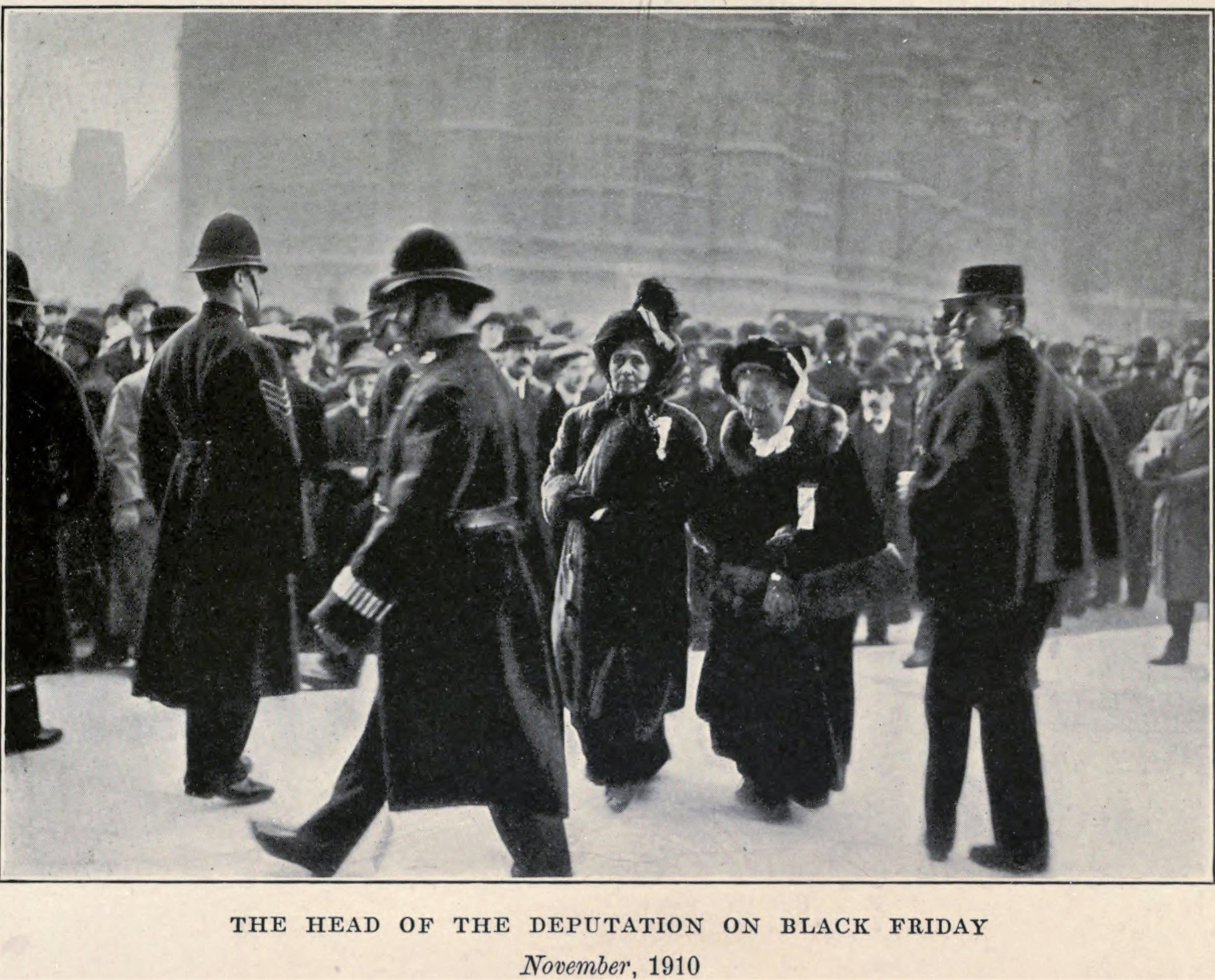
Elizabeth Garrett Anderson und Emmeline Pankhurst vor den Houses of Parliament am Schwarzen Freitag

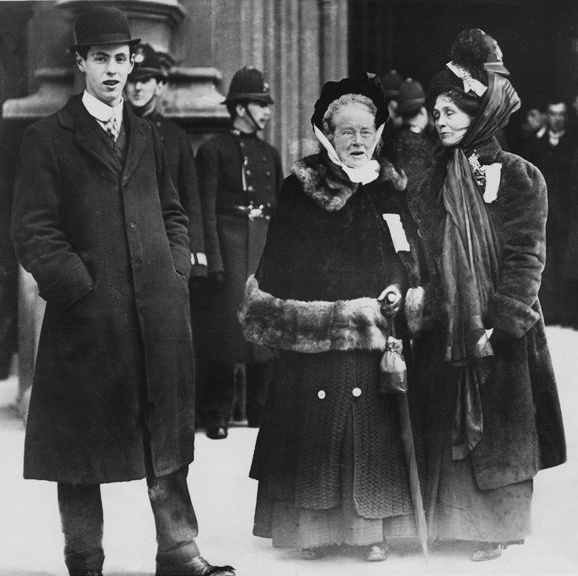
Weitere Aufnahme von Elizabeth Garrett Anderson und Emmeline Pankhurst vor den Houses of Parliament am Schwarzen Freitag

Am 18. November 1910 versuchte Asquith das Patt zwischen Ober- und Unterhaus aufzulösen, das durch das Veto des Oberhauses gegen die Gesetzgebung des Unterhauses entstanden war, und setzte eine Parlamentswahl an. Die Auflösung des Parlaments kündigte er für den 28. November an. Alle verbleibende Zeit sollte offizieller Regierungsarbeit gewidmet werden. Asquith erwähnte die Conciliation Bill nicht. Am Mittag desselben Tages hielt die WSPU eine Versammlung in Caxton Hall in Westminster ab. Die Veranstaltung war breit angekündigt worden, und die britische Presse war auf die erwartete Demonstration später am Tag vorbereitet. Von Caxton Hall aus marschierten ungefähr 300 Mitglieder entsprechend der gesetzlichen Vorgaben in Gruppen von 10 bis 12 Personen zum Parlament, um an Asquith direkt zu appellieren. Die Abordnung wurde von Emmeline Pankhurst angeführt. Zu den Delegierten in der Führungsgruppe zählten die Ärztin Elizabeth Garrett Anderson, ihre Tochter Louisa Garrett Anderson, eine Chirurgin, Hertha Ayrton, eine Ingenieurin und Mathematikerin und Sophia Duleep Singh, eine Prinzessin aus dem Punjab, deren Patin Königin Viktoria war. Die erste Gruppe der Demonstrantinnen kam um 13:20 Uhr am St.-Stephen’s-Eingang des Parlamentsgebäudes an. Sie wurden in Asquiths Büro geleitet, wo sein Privatsekretär sie informierte, dass der Premierminister sich weigerte, sie zu empfangen. Sie wurden zum St.-Stephen’s-Eingang zurück eskortiert, wo sie zurückgelassen wurden, um die Demonstration zu beobachten.
Frühere Demonstrationen bei den Houses of Parliament wurden von der örtlichen A Division der Polizei überwacht, die die Eigenart der Demonstrationen verstanden und die es geschafft hatten, der WSPU-Taktik ohne übermäßige Gewalt zu begegnen. Sylvia Pankhurst schrieb, „während der Konflikte mit uns hat die A Division uns langsam kennengelernt und unsere Ziele und Absichten verstanden, und aus diesem Grund schafften sie es, die Frauen unter Beachtung ihrer Anweisungen soweit wie möglich mit Höflichkeit und Rücksichtsnahme zu behandeln“. Am 18. November war stattdessen Polizei aus Whitechapel und dem Londoner East End rekrutiert worden, die keine Erfahrung im Umgang mit Suffragetten hatten.
Die Berichte zu den Geschehnissen während der Demonstration – von Regierung, Presse und Demonstranten – weichen so stark voneinander ab, dass es schwer festzustellen ist, was tatsächlich passiert ist.

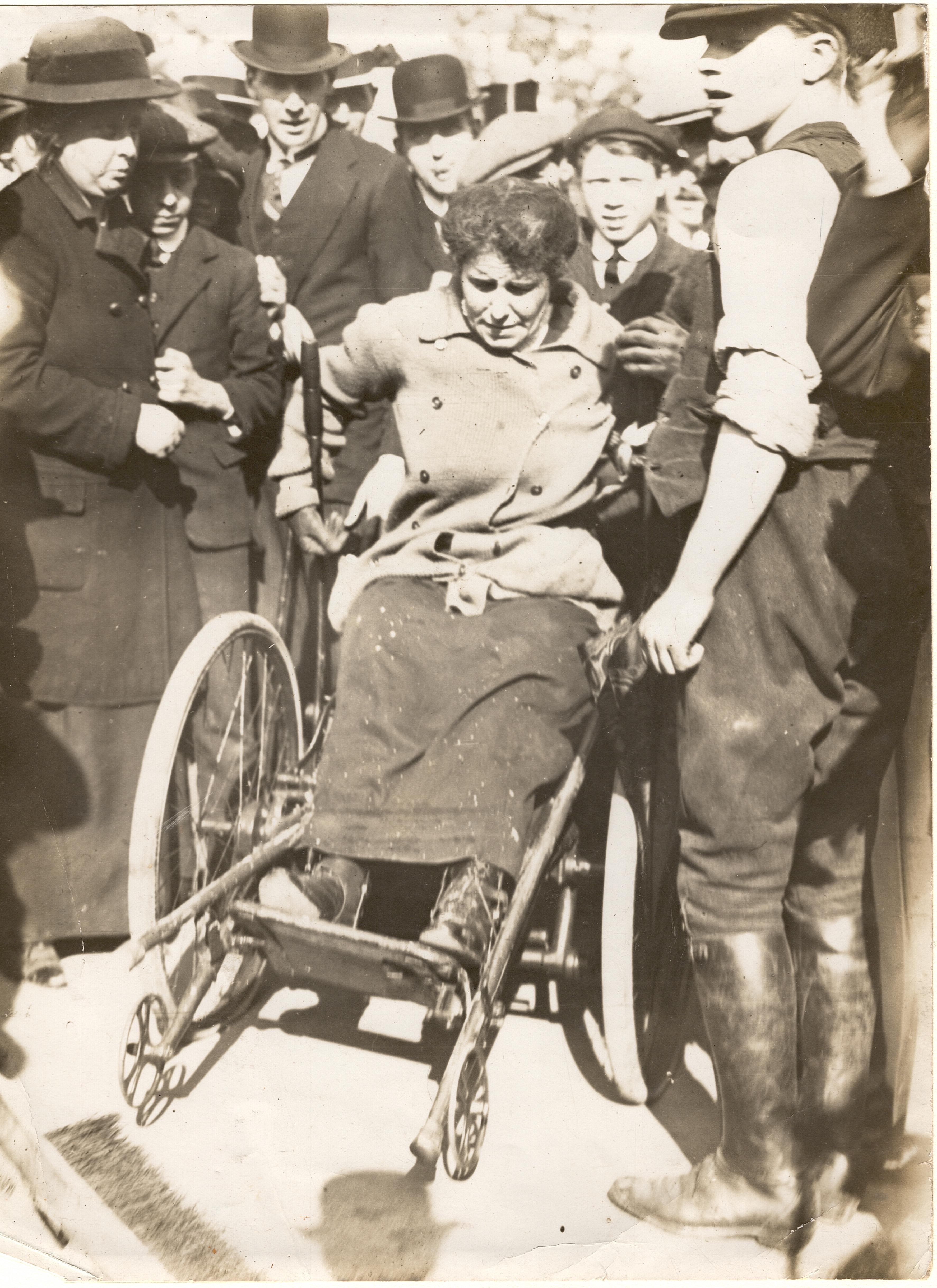
Rosa May Billinghurst, eine behinderte Suffragette, die am Schwarzen Freitag anwesend war

Die Suffragettengruppen, die Parliament Square erreichten, trafen am Westminster-Abbey-Eingang auf Zuschauergruppen, die die Frauen körperlich angriffen. Nachdem sie diese Gruppen passiert hatten, trafen die Suffragetten auf Polizeikordons. Die Polizisten waren angewiesen worden, niemanden zu verhaften, sondern die Frauen durch Stöße, Tritte und Schläge zum Rückzug zu bewegen. Die Demonstration dauerte sechs Stunden. Die Demonstrantinnen gaben später zu Protokoll, sie seien jeweils einzeln von mehreren Polizisten in die Mangel genommen und zusammengeschlagen worden, dabei sei es auch zu sexuellen Übergriffen gekommen. Viele der Suffragetten waren der Überzeugung, dass die Männergruppen, die sie auch angriffen, Polizisten in Zivil waren. Bis zum Ende der Demonstration wurden vier Männer und 115 Frauen verhaftet.
Caxton Hall wurde während des ganzen Tages als medizinische Versorgungsstelle für Suffragetten verwendet, die während der Demonstration verletzt wurden. Sylvia Pankhurst schrieb später in ihren Erinnerungen: „wir sahen Frauen hinausgehen und erschöpft zurückkehren, mit blauen Augen, blutenden Nasen, Blutergüssen, Verstauchungen und Verrenkungen. Der Ruf ging herum: 'Seid vorsichtig; sie zerren Frauen in die Seitenstraßen!' Wir wussten, das bedeutete noch schlimmere Misshandlung.“ Eine der Frauen, die in eine Seitenstraße gebracht wurde, war Rosa May Billinghurst, eine behinderte Suffragette, die im Rollstuhl an Kampagnen teilnahm. Die Polizei schob sie in eine Seitenstraße, griff sie an und stahl die Ventile von ihren Reifen, wodurch sie hilflos zurückblieb. Der Historiker Harold Smith schreibt, „Zeugen und Opfer hatten den Eindruck, dass die Polizei mit Absicht versucht hatte, die Frauen an einem öffentlichen Ort sexueller Erniedrigung auszusetzen, um ihnen eine Lektion zu erteilen“.

## Die folgenden Tage
Als am folgenden Morgen die Verhafteten zum Bow Street Police Court gebracht wurden, erklärte die Staatsanwaltschaft, dass auf Anweisung des Innenministers Churchill alle Anklagen fallengelassen wurden, da im Sinne der öffentlichen Ordnung „kein Vorteil für das Gemeinwohl erreicht würde, wenn bei diesem Anlass die Staatsanwaltschaft mit der Arbeit fortführe“. Am 22. November kündigte Asquith an, dass einer Conciliation Bill Parlamentszeit eingeräumt würde, wenn die Liberalen bei der nächsten Wahl wieder an die Macht kämen. Die WSPU waren verärgert, dass er dieses Versprechen für die nächste Legislaturperiode statt für die nächste Sitzungsperiode des Parlaments gab. 200 Suffragetten marschierten zur Downing Street, wo sie in Handgemenge mit der Polizei gerieten. 159 Frauen und drei Männer wurden verhaftet. Am nächsten Tag traf ein weiterer Marsch zum Parlament wiederum auf Polizeipräsenz. Diesmal wurden 18 Demonstranten verhaftet. Die Anklagen gegen viele der an diesen Tagen verhafteten Suffragetten wurden anschließend fallengelassen.

## Reaktionen

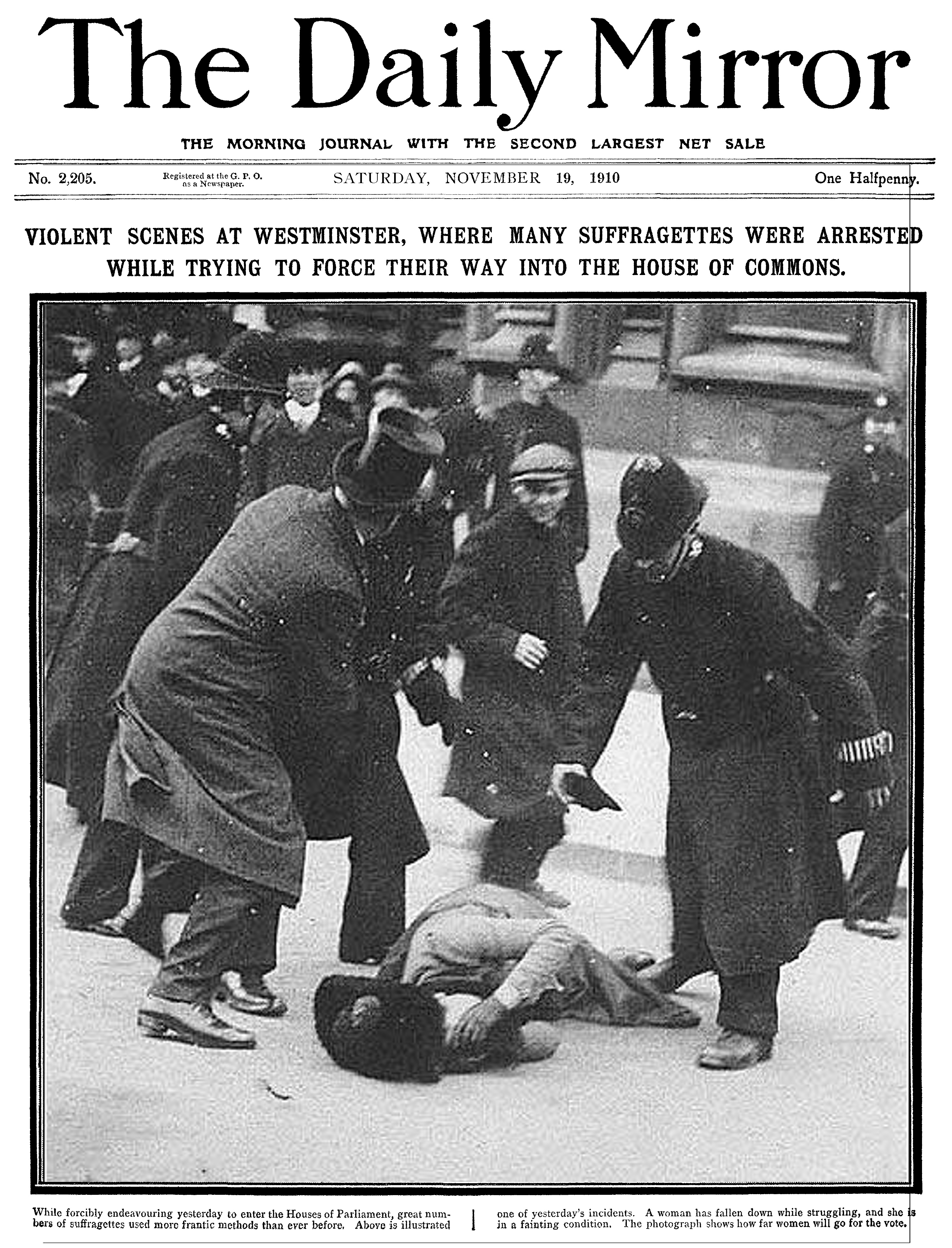
Titelblatt des The Daily Mirror, 19. November 1910, mit einer Suffragette am Boden, nachdem sie von einem Polizisten geschlagen wurde.
Das Bild zeigt wahrscheinlich Ada Wright. Georgiana Solomon hatte sie in der Zeitung Votes for Women identifiziert und auch Sylvia Pankhurst nannte sie in ihrem Buch The Suffragette Movement (1931). Die National Archives des Vereinigten Königreichs dagegen gehen eher davon aus, dass es sich möglicherweise um Ernestine Mills handelte.

Am 19. November 1910 berichteten Zeitungen von den Ereignissen des Vortages. Aus Morrells Sicht „vermieden sie beinahe einstimmig jegliche Erwähnung von Polizeibrutalität“ und konzentrierten sich stattdessen auf das Verhalten der Suffragetten. Die Titelseite des Daily Mirror zeigte ein großes Foto einer Suffragette am Boden, nachdem sie von einem Polizisten während des Schwarzen Freitags geschlagen wurde. Der Kunstredakteur des Daily Mirror leitete das Foto an den Commissioner der Londoner Metropolitan Police weiter und bat um Stellungnahme. Der Commissioner versuchte, das Foto zu bagatellisieren, in dem er sagte, die Frau sei aufgrund von Erschöpfung zusammengebrochen. Das Bild wurde auch in den Zeitungen Votes for Women, Manchester Guardian und Daily Express veröffentlicht.
Mitgefühl, so hat die Historikerin Morrell angemerkt, zeigten die Zeitungsberichte nur gegenüber den Polizisten. The Times berichtete, „mehreren Polizisten wurden bei Ausübung ihrer Pflicht die Helme vom Kopf geschlagen, einer wurde durch einen Tritt auf den Fußknöchel verletzt, einer wurde von einem Gürtel im Gesicht geschnitten, und einer erlitt Schnittwunden an der Hand“. The Daily Mirror schrieb, „die Polizei zeigte durchgängig großartigen Gleichmut und Takt und vermied Verhaftungen, aber wie üblich wollten sich viele Suffragetten nicht zufriedengeben, bis sie verhaftet wurden  ... in einer Auseinandersetzung wurde ein Polizist verletzt und musste humpelnd von zwei Kollegen weggeführt werden.“ Die Suffragetten dagegen wurden nur missbilligend erwähnt. Nachdem Churchill entschieden hatte, die Suffragetten nicht weiter rechtlich zu verfolgen, kritisierten einige Zeitungen diese Entscheidung.
Am 3. März schrieb die Demonstrationsteilnehmerin Georgiana Solomon an die Times, dass die Polizei sie angegriffen habe. Sie wäre seit ihrer körperlichen Misshandlung bettlägerig gewesen und daher nicht in der Lage gewesen, direkt nach der Demonstration eine Beschwerde einzureichen. Stattdessen hatte sie Churchill am 17. Dezember eine vollständige Aussage zu dem geschickt, was sie durchmachen musste und welche Übergriffe gegenüber anderen sie beobachtet hatte. Sie habe eine formale Empfangsbestätigung erhalten, aber keinen weiteren Brief von der Regierung über die Vorgänge. Ihr Brief an Churchill wurde vollständig in der Verbandszeitschrift der WSPU, Votes for Women, abgedruckt.
Die Führung des WSPU war überzeugt, dass Churchill der Polizei Anweisungen gegeben hatte, die Frauen zu misshandeln, statt sie schnell zu verhaften. Churchill leugnete die Anschuldigung im Unterhaus und war so verärgert, dass er in Betracht zog, Christabel Pankhurst und The Times, die über diese Behauptung berichtet hatten, wegen Verleumdung zu verklagen. Auch June Purvis schreibt in ihrer Biografie von Emmeline Pankhurst, dass die Polizei Churchills Anweisungen folgte, von Verhaftungen abzusehen. Der Historiker Andrew Rosen ist jedoch der Ansicht, dass Churchill keine Anweisungen an die Polizei gegeben hatte, die Demonstrantinnen zu misshandeln.

### Murray- und Brailsford-Report
Als Mitglieder des Conciliation Committee die Berichte über die Misshandlungen der Demonstrantinnen hörten, verlangten sie eine öffentliche Untersuchung, was von Churchill abgelehnt wurde. Der Sekretär des Komitees, der Journalist Henry Brailsford, und der Psychotherapeut Jessi Murray sammelten 135 Aussagen von Demonstrantinnen, wobei beinahe alle Gewaltakte gegen Frauen beschrieben. 29 der Aussagen beinhalteten auch sexuelle Übergriffe. Das Memorandum, das sie veröffentlichten, fasste ihre Befunde zusammen:

“The action of which the most frequent complaint is made is variously described as twisting round, pinching, screwing, nipping, or wringing the breast. This was often done in the most public way so as to inflict the utmost humiliation. Not only was it an offence against decency; it caused in many cases intense pain … The language used by some of the police while performing this action proves that it was consciously sensual.”

„Dasjenige Vorgehen, über das man sich am häufigsten beklagte, ist auf vielfältige Weise als Herumschubsen, Zwicken, In-die-Mangel-nehmen, Kneifen und Brustquetschen beschrieben worden. Dies wurde oft in der breitesten Öffentlichkeit getan, um so die größte Erniedrigung zu bewirken. Es war nicht nur ein Angriff auf den weiblichen Anstand, in vielen Fällen verursachte er auch intensive Schmerzen … Die Ausdrücke, die einige der Polizisten während der Ausübung dieser Aktion benutzten, beweisen, dass sie diese bewusst wolllüstig gestalteten.“

Eine Frau, die ihren Namen als Miss H angab, sagte aus, „ein Polizist … legte einen Arm um mich und ergriff meine linke Brust, quetsche sie sehr schmerzhaft und sagte dabei, 'Du hast dies schon seit Langem gewollt, oder'“. Die amerikanische Suffragette Elisabeth Freeman berichtete, dass ein Polizist ihren Oberschenkel ergriff. Sie sagte aus, „ich verlangte, dass er mit einer so hassenswerten Tat gegen eine Frau aufhören solle. Er sagte, 'Oh, mein Liebchen, ich kann dich heute begrapschen, wo immer ich möchte'“. Eine andere Frau sagte, „der Polizist, der mich vorwärts treiben wollte, machte dies, indem er seine Knie von hinten in mich hineinstieß, mit der bewussten Absicht, mein Geschlechtsteil zu treffen.“
Am 2. Februar 1911 wurde das Memorandum von Murray und Brailsford zusammen mit einem formalen Antrag auf eine öffentliche Untersuchung dem Innenministerium präsentiert. Churchill lehnte wieder ab. Am 1. März informierte er das Unterhaus als Antwort auf eine Anfrage im Parlament über das Memorandum:

“[The memorandum] contains a large number of charges against the police of criminal misconduct, which, if there were any truth in them, should have been made at the time and not after a lapse of three months. … I have made inquiry of the Commissioner [of Metropolitan Police] with regard to certain general statements included in the memorandum and find them to be devoid of foundation. There is no truth in the statement that the police had instructions which led them to terrorise and maltreat the women. On the contrary, the superintendent in charge impressed upon them that as they would have to deal with women, they must act with restraint and moderation, using no more force than might be necessary, and maintaining under any provocation they might receive, control of temper.”

„[Das Memorandum] enthält eine große Zahl von Anklagen kriminellen Fehlverhaltens gegen Polizisten, die, falls irgendein Wahrheitsgehalt in ihnen enthalten wäre, zeitnah hätten vorgebracht werden sollen und nicht nach einer Zeitspanne von drei Monaten. … Ich habe eine Untersuchung beim Commissioner (der Metropolitan Police) im Hinblick auf gewisse, im Memorandum zitierte allgemeine Verlautbarungen durchgeführt und gefunden, dass sie jeder Grundlage entbehren. Die Behauptung, dass die Polizei Anweisungen hatte, die dazu führten, die Frauen zu terrorisieren und zu misshandeln, ist ganz falsch. Im Gegenteil, der Superintendent vom Dienst machte ihnen klar, dass sie es mit Frauen zu tun haben würden. dass sie mit Zurückhaltung und Mäßigung handeln müssten, indem sie unnötige Gewalt zu vermeiden hätten und sie ihr eigenes Verhalten immer unter Kontrolle behalten müssten, ganz gleich welche Provokationen eingesetzt würden.“

## Auswirkungen
Der Tod von zwei Suffragetten wurde auf ihre Misshandlung am Schwarzen Freitag zurückgeführt. Mary Clarke, Emmeline Pankhursts jüngere Schwester, war sowohl am Schwarzen Freitag als auch bei der Demonstration in der Downing Street am 22. November anwesend. Nach einem Monat Gefängnis für das Einwerfen von Fenstern in Downing Street wurde sie am 23. Dezember entlassen und starb am Weihnachtstag an einer Gehirnblutung im Alter von 48. Emmeline gab der Misshandlung, die Clarke während der zwei Novemberdemonstrationen erfuhr, die Schuld für ihren Tod. Murray und Brailsford schrieben, dass sie keine Beweise hätten, die den Tod von Mrs Clarke direkt mit den Demonstrationen verknüpfen würden. Das zweite Opfer, von dem die WSPU behauptete, dass sie an ihren Misshandlungen starb, war Henria Williams. Sie hatte gegenüber Brailsford und Murray eine Aussage gemacht, „nachdem ein Polizist mich eine erhebliche Zeit gestoßen hatte, ergriff er mich schließlich mit seinen großen starken Händen eisenhart genau über meinem Herzen. ... Ich wusste, wenn ich mich nicht stark anstrenge … würde er mich töten“. Williams starb am 1. Januar 1911 an einem Herzanfall. Murray und Brailsford schrieben, „es gibt Beweise, die zeigen, dass Miss Henria Williams … mit großer Brutalität behandelt wurde und dass ihr zu der Zeit die Wirkung auf ihr schwaches Herz bewusst war“.

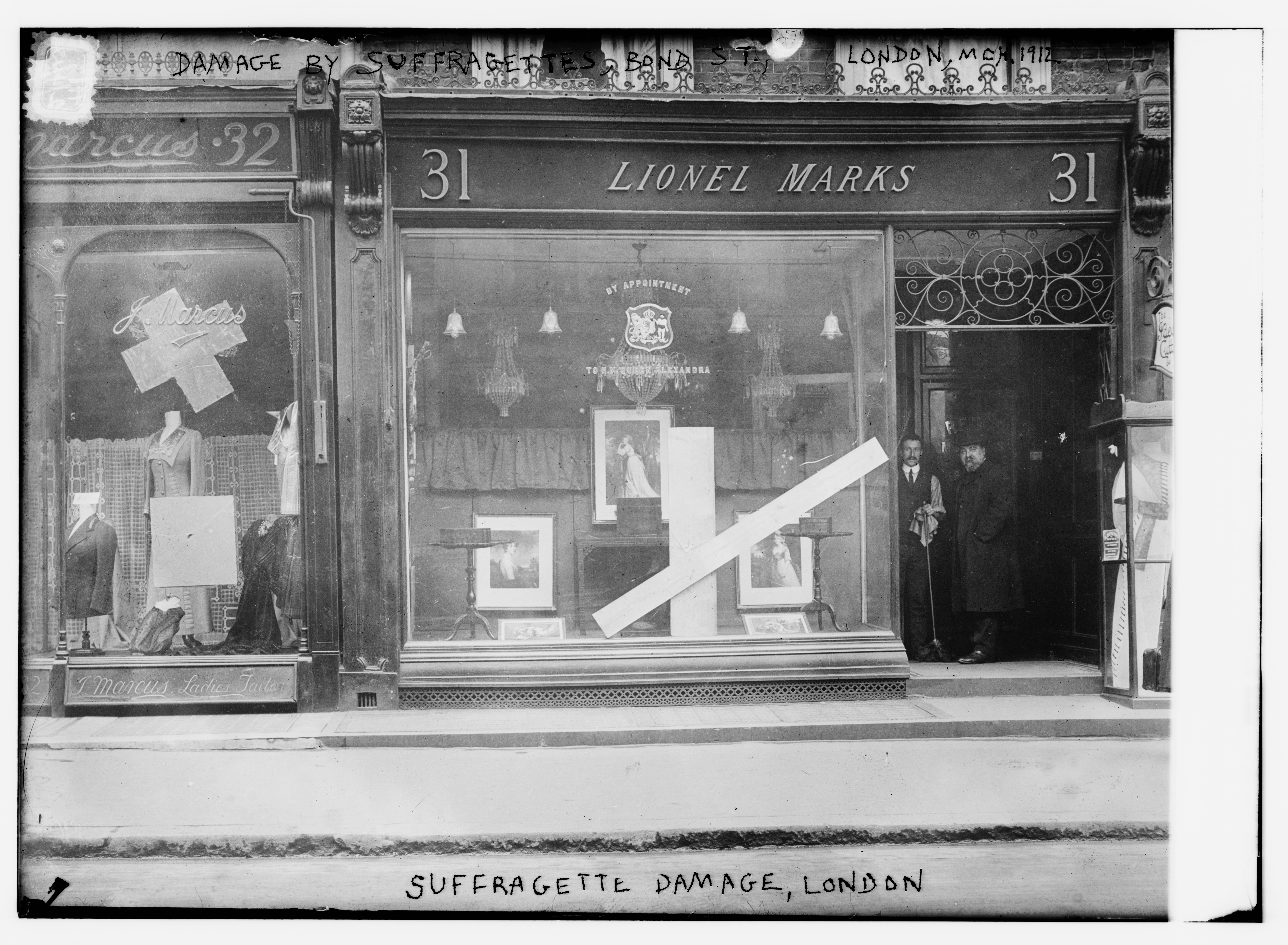
Von Suffragetten beschädigte Schaufensterscheiben in London, März 1912

Die Ereignisse zwischen dem 18. und 25. November hatte den Effekt auf viele WSPU-Mitgliedern, dass sie nicht länger an Demonstrationen teilnehmen wollten. Die Abordnungen zum Parlament wurden gestoppt, und direkte Aktionen wie Steinwürfe und Fenster einwerfen wurden üblicher, denn sie gaben den Frauen die Chance zu flüchten, bevor die Polizei sie verhaften konnte. Die Historikerin Elizabeth Crawford ist der Überzeugung, dass die Ereignisse des Schwarzen Freitags „das Image der Beziehungen zwischen den beiden Kräften bestimmt haben und dass die Ereignisse einen Wendepunkt im Verhältnis zwischen der militanten Frauenrechtsbewegung und der Polizei markieren“. Crawford konstatiert eine Taktikänderung der Polizei nach dem Schwarzen Freitag. Charles Edward Troup, Untersekretär im Innenministerium, schrieb im Januar 1911 an den Commissioner der Londoner Metropolitan Police, „Ich denke, es kann kein Zweifel bestehen, dass der am wenigsten verfängliche Kurs für die Polizei sein wird, nicht zu früh zu verhaften oder zu lange mit der Verhaftung zu warten“, was die normale Vorgehensweise der Polizei wurde.
Der Schwarze Freitag 1910 war ein Tiefpunkt der britischen Frauenwahlrechtsbewegung und einer der vielen exemplarischen Konflikte zwischen militanten Suffragetten und Polizei. Die Eskalation der Gewalt endete, als England dem Deutschen Reich im August 1914 den Krieg erklärte. Emmeline Pankhurst mobilisierte daraufhin die WSPU-Frauen für die Waffenproduktion, und die Militanz der Frauenbewegung trat zugunsten von Kriegsanstrengungen im Ersten Weltkrieg zurück. Nach dem Ersten Weltkrieg wurde 1918 das Wahlrecht für die britischen Frauen eingeführt, allerdings nicht zu den gleichen Bedingungen wie für die Männer, sondern nur eingeschränkt ab einem Alter von 30 Jahren und gebunden an Besitz. Erst 1928 erhielten die britischen Frauen das allgemeine Wahlrecht auf der gleichen Basis wie die Männer.
Am 17. November 2010 wurde eine Mahnwache namens Remember the Suffragettes am College Green am Parliament Square in London zur Ehrung der direkten Aktionen abgehalten.

### Bücher
- Diane Atkinson: Rise Up Women!: The Remarkable Lives of the Suffragettes. Kindle Auflage. Bloomsbury, London 2018, ISBN 978-1-4088-4406-9.
- Diane Atkinson: Votes for Women. Cambridge University Press, Cambridge 1988, ISBN 978-0-521-31044-4.
- Conciliation Committee for Woman Suffrage: The Treatment of the Women’s Deputations of November 18th, 22nd and 23rd, 1910 by the Police. Conciliation Committee for Woman Suffrage, London 1911, OCLC 559672609.
- Elizabeth Crawford: The Women’s Suffrage Movement: A Reference Guide 1866–1928. UCL Press, London 2003, ISBN 978-1-135-43402-1 (google.com).
- Kat Gupta: Representation of the British Suffrage Movement. Bloomsbury Academic, London 2017, ISBN 978-1-350-03666-6 (google.com).
- Lucinda Hawksley: March, Women, March. Andre Deutsch, London 2017, ISBN 978-0-233-00525-6.
- Leslie Hume: The National Union of Women’s Suffrage Societies 1897–1914. Routledge, Abingdon, Oxfordshire 2016, ISBN 978-1-317-21327-7 (google.com).
- Susan Kingsley Kent: Sex and Suffrage in Britain, 1860–1914. Routledge, London 1990, ISBN 978-0-415-05520-8.
- Stephen Koss: Asquith. Hamish Hamilton, London 1985, ISBN 978-0-231-06155-1.
- Constance Lytton: Prisons & Prisoners: Some Personal Experiences. Heinemann, London 1914, OCLC 444703386 (archive.org).
- Joyce Marlow: Suffragettes: The Fight for Votes for Women. Kindle Auflage. Little, Brown Book Group, London 2015, ISBN 978-0-349-00775-5 (google.com).
- Caroline Morrell: 'Black Friday': Violence Against Women in the Suffragette Movement. Women’s Research and Resources Centre, London 1981, ISBN 978-0-905969-08-4.
- Marie Mulvey Roberts, Tamae Mizuta (Hrsg.): The Militants: Suffragette Activism. Routledge, London 1994, ISBN 978-0-415-10352-7.
- Christabel Pankhurst: The Story of How we Won the Vote. Hutchinson, London 1959, OCLC 562868150 (archive.org).
- Sylvia Pankhurst: The Suffragette: The History of the Women’s Militant Suffrage Movement. Sturgis & Walton Company, New York 1911, OCLC 66118841 (archive.org).
- Sylvia Pankhurst: The Suffragette Movement – An Intimate Account of Persons and Ideals. Kindle Auflage. Wharton Press, London 2013, OCLC 1027059219.
- Martin Pugh: The March of the Women: A Revisionist Analysis of the Campaign for Women’s Suffrage, 1866–1914. Oxford University Press, Oxford 2000, ISBN 978-0-19-820775-7 (google.com).
- Purvis, June: ‘Deeds not Words’. Daily Life in the Women’s Social and Political Union in Edwardian Britain. In: Purvis, June; Holton, Sandra: Votes For Women. Routledge, Abingdon, Oxfordshire 2002, ISBN 978-1-134-61065-5.
- June Purvis: Emmeline Pankhurst: A Biography. Routledge, Abingdon, Oxfordshire 2003, ISBN 978-0-415-32593-6.
- June Purvis: Christabel Pankhurst: A Biography. Routledge, Abingdon, Oxfordshire 2018, ISBN 978-0-8153-7149-6.
- Colin Rallings,Michael Thrasher (Hrsg.): British Electoral Facts, 1832–1999, 2. Auflage. Routledge, Abingdon, Oxfordshire 2017, ISBN 978-1-138-73792-1.
- Jane Robinson: Hearts and Minds: The Untold Story of the Great Pilgrimage and How Women Won the Vote. Transworld, London 2018, ISBN 978-1-4735-4086-6 (google.com).
- Andrew Rosen: Rise Up, Women!: The Militant Campaign of the Women’s Social and Political Union, 1903–1914. Routledge, London 2013, ISBN 978-1-136-24754-5 (google.com).
- G. R. Searle: A New England?: Peace and War 1886–1918. Clarendon Press, Oxford 2005, ISBN 978-0-19-254398-1 (google.com).
- Harold L. Smith: The British Women’s Suffrage Campaign 1866–1928. 2nd Auflage. Routledge, London 2014, ISBN 978-1-317-86225-3 (google.com).
- Lisa Tickner: The Spectacle of Women. University of Chicago Press, Chicago, IL 1988, ISBN 978-0-226-80245-9.
- Sophia A. van Wingerden: The Women’s Suffrage Movement in Britain, 1866–1928. Palgrave Macmillan, Basingstoke, Hants 1999, ISBN 978-0-312-21853-9 (google.com).

### Zeitschriften
- Richard Cavendish: The House of Lords Rejects the 1909 People’s Budget. In: History Today 59 (11), November 2009 (online).
- Winston Churchill, Home Secretary: Metropolitan Police and Suffragettes. In: Parliamentary Debates (Hansard). House of Commons. col. 367–368, 1. März 1911.
- Elizabeth Crawford: Police, Prisons and Prisoners: the View from the Home Office. In: Women’s History Review, 14 (3 & 4), 2005, S. 487–505.
- Nicholas Hiley: The Candid Camera of the Edwardian Tabloids. In: History Today 43 (8), 8. August 1993, S. 16–21.
- Sandra Stanley Holton: Women’s Social and Political Union (act. 1903–1914). In: Oxford Dictionary of National Biography. Oxford University Press, Oxford 2017.
- Katherine E. Kelly: Seeing Through Spectacles: The Woman Suffrage Movement and London Newspapers, 1906–13. In: European Journal of Women’s Studies 11 (3), 2004, S. 327–353.
- Bruce Murray: The 'People’s Budget' a Century on. In: Journal of Liberal History. Liberal Democrat History Group (64), Herbst 2009, S. 4–13.
- David Shackleton, MP: Parliamentary Franchise (Women). In: Parliamentary Debates (Hansard). House of Commons. col. 1202–1207, 14. Juni 1910.
- Jason Tomes: Lytton, Victor Alexander George Robert Bulwer-, second earl of Lytton (1876–1947). In: Oxford Dictionary of National Biography. Oxford University Press, Oxford 2008.
- Hayley Trueman: Billinghurst, (Rosa) May (1875–1953). In: Oxford Dictionary of National Biography. Oxford University Press, Oxford 2004.
- Elizabeth van Heyningen: Solomon [née Thomson], Georgiana Margaret (1844–1933). In: Oxford Dictionary of National Biography. Oxford University Press, Oxford 2006.
- Steven Watson: The Budget and the Lords: The Crisis of 1910–11. In: History Today 3 (4), April 1953.

### Zeitungsartikel
- Ninety Suffragettes Arrested. In: The Daily Mirror. 19. November 1910. S. 4.
- The Outlook. In: Votes for Women. 25. November 1910. S. 117–118.
- Pankhurst, Sylvia: Miss Sylvia Pankhurst’s Account. In: Votes for Women, 25. November 1910, S. 120–121.
- Solomon, Georgiana: Black Friday. In: Votes for Women 1911, S. 1–5.
- Solomon, Georgiana: Treatment of the Women’s Deputations by the Police. In: The Times, 3. März 1911, S. 10.
- A Spectacle for the Women of England. In: The Daily Express, 19. November 1910, S. 1.
- Suffrage Raiders. In: The Times, 19. November 1910, S. 10.
- Suffragettes at the House of Commons Yesterday. In: The Manchester Guardian, 19. November 1910, S. 7.
- Suffragists or suffragettes – who won women the vote? BBC-Website, 6. Februar 2018. Abgerufen am 20. März 2018.